# Zlatník
Zlatník (ungarisch Aranyospatak) ist eine Gemeinde im Osten der Slowakei mit 70 Einwohnern (Stand 31. Dezember 2024), die im Okres Vranov nad Topľou, einem Teil des Prešovský kraj, liegt.

## Geographie
Die Gemeinde befindet sich im nordwestlichen Teil des Hügellands Podslanská pahorkatina im Ostslowakischen Hügelland und somit im Ostslowakischen Tiefland, im Tal des Baches Zlatníček im Einzugsgebiet der Topľa. Das Ortszentrum liegt auf einer Höhe von 250 m n.m. und ist 17 Kilometer von Vranov nad Topľou entfernt.
Nachbargemeinden sind Hermanovce nad Topľou im Westen und Nordwesten, Čierne nad Topľou im Norden, Nordosten und Osten und Hlinné im Südosten und Süden.

## Geschichte
Zlatník wurde zum ersten Mal 1478 als Aranyos schriftlich erwähnt. Das Dorf entstand im 15. Jahrhundert und war Besitz der Familie Barkóczy. 1713 wohnten hier 12 Steuerzahler, 1828 zählte man 20 Häuser und 150 Einwohner, die als Landwirte tätig waren.
Bis 1918 gehörte der im Komitat Semplin liegende Ort zum Königreich Ungarn und kam danach zur Tschechoslowakei beziehungsweise heute Slowakei. In der Zeit der ersten tschechoslowakischen Republik war ein Teil der Einwohner saisonal als Waldarbeiter beschäftigt. 1943 und danach waren Partisanengruppen auf dem Gemeindegebiet aktiv, die auch Unterstützung in der Bevölkerung fanden. Nach dem Zweiten Weltkrieg wurde die örtliche Einheitliche landwirtschaftliche Genossenschaft (Abk. JRD) im Jahr 1959 gegründet, die allerdings später wieder aufgelöst wurde, während die Ackerfläche an das Staatsgut Hanušovce ging. Ein Teil der Einwohner pendelte zur Arbeit in Industriebetriebe in der Gegend.

## Bevölkerung
| Jahr                | 1994 | 2004     | 2014    | 2024     |
| ------------------- | ---- | -------- | ------- | -------- |
| Anzahl der Personen | 86   | 76       | 79      | 70       |
| Unterschied         |      | −11,62 % | +3,94 % | −11,39 % |

| Jahr                | 2023 | 2024    |
| ------------------- | ---- | ------- |
| Anzahl der Personen | 72   | 70      |
| Unterschied         |      | −2,77 % |

Nach der Volkszählung 2011 wohnten in Zlatník 74 Einwohner, davon 71 Slowaken. Drei Einwohner machten keine Angabe zur Ethnie.
Jeweils 28 Einwohner bekannten sich zur Evangelischen Kirche A. B. und zur römisch-katholischen Kirche, 11 Einwohner zur griechisch-katholischen Kirche und zwei Einwohner zu den Zeugen Jehovas. Zwei Einwohner waren konfessionslos und bei drei Einwohnern wurde die Konfession nicht ermittelt.

## Bauwerke und Denkmäler
- griechisch-katholische Kirche Himmelfahrt des Herrn aus dem Jahr 1939[6]

## Verkehr
Nach Zlatník führt nur die Cesta III. triedy 3610 („Straße 3. Ordnung“) als Abzweig der Cesta I. triedy 18 („Straße 1. Ordnung“). Der nächste Bahnanschluss ist in Hlinné an der Bahnstrecke Strážske–Prešov.